# Dankuy (Dédougou)
Pour les articles homonymes, voir Dankuy.
Dankuy est une commune située dans le département de Dédougou de la province du Mouhoun au Burkina Faso.